# Santos Manfredi
 (octobre 2018).
Si vous disposez d'ouvrages ou d'articles de référence ou si vous connaissez des sites web de qualité traitant du thème abordé ici, merci de compléter l'article en donnant les références utiles à sa vérifiabilité et en les liant à la section « Notes et références ».
Pour les articles homonymes, voir Manfredi.
Santos Manfredi (né Toussaint Manfredi le 27 avril 1867 à Sant'Andréa-di-Bozio, en Corse, France, et décédé en 1951 à Rosario, en Argentine) fut un grand propriétaire terrien, un éleveur, un homme politique et un philanthrope argentin d'origine française.

## Biographie
Émigré en Argentine à la fin du XIXe siècle, Manfredi s'enrichit grâce à la production et au commerce de céréales dans la région de Córdoba. En 1903, il acheta une immense terre agricole à Oncativo, au sud-est de Córdoba, et la divisa en lots agricoles, qu'il revendit à des immigrants. Dès 1914, une nouvelle localité y était officiellement fondée, sous le nom de Manfredi. Il fonda également l'entreprise Celulosa Argentina, la Bourse de Rosario et le Rotary Club Argentino.
Santos Manfredi possédait 27 500 hectares de terres. Dans les années 1920, il fit don d'une grande quantité de ses terres au ministère de l'Agriculture pour servir à la fondation d'une station agricole expérimentale, devenue l'Institut national de technologie agricole en 1954. 

### Philanthropie
Après avoir fait fortune, Manfredi fit profiter la ville de Corte, proche de son village natal, de sa fortune. Le stade et l'hôpital de Corte portent aujourd'hui le nom de Santos Manfredi. Par ailleurs, l'actuelle avenue du Général de Gaulle portait autrefois le nom d'avenue Santos-Manfredi.